# Campionati svedesi di ski cross 2012
I Campionati svedesi di ski cross 2012 si sono svolti ad Åre il 31 marzo. Il programma ha incluso sia la gara femminile che la gara maschile. 
Trattandosi di competizioni valide anche ai fini del punteggio FIS, vi hanno partecipato anche sciatori di altre federazioni, senza che questo consentisse loro di concorrere al titolo nazionale svedese.

## Risultati

### Uomini
| Pos. | Atleta                 | Nazione |
| ---- | ---------------------- | ------- |
| 1    | Victor Oehling Norberg | Svezia  |
| 2    | Lars Lewen             | Svezia  |
| 3    | Niklas Andersson       | Svezia  |
| 4    | Viktor Lennmalm        | Svezia  |

### Donne
| Pos. | Atleta           | Nazione |
| ---- | ---------------- | ------- |
| 1    | Malou Peterson   | Svezia  |
| 2    | Erika Thundstedt | Svezia  |
| 3    | Mikaela Thorvall | Svezia  |
| 4    | Sandra Naeslund  | Svezia  |